# 詩人と農夫

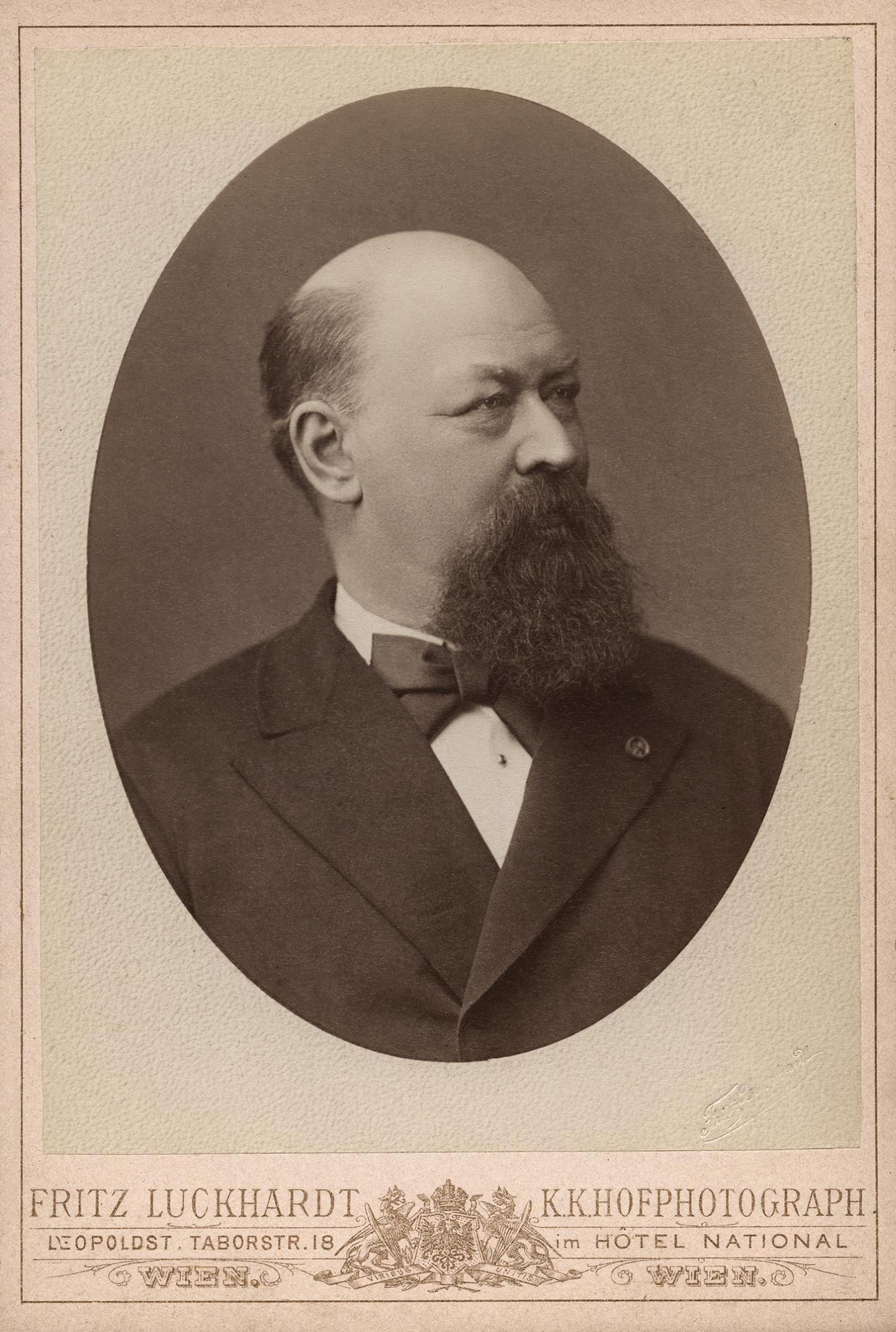
スッペ

『詩人と農夫』（しじんとのうふ、Dichter und Bauer）は、カール・エルマー (de:Karl Swiedack) が書いた喜劇のためにフランツ・フォン・スッペが1846年に作曲した付随音楽。序曲といくつかの間奏曲から構成され、1846年8月24日にウィーンのアン・デア・ウィーン劇場で初演された。スッペの没後、1900年ごろにゲオルク・クルーゼ (de:Georg Kruse) が「F. Silesius」の仮名で、他のスッペの作品と組みあわせてオペレッタ化し、はじめて成功した。
序曲は『軽騎兵』序曲と並んでスッペの作品として現在もよく演奏される。

## 作曲の経緯

初演会場のアン・デア・ウィーン劇場

1846年当時、スッペは指揮者として多忙であったため『詩人と農夫』の作曲のための時間が取れなかった。そこでスッペは既存の2つの成功しなかった作品のための序曲に少し手を入れて『詩人と農夫』序曲としたが、この序曲はすぐに有名になり、くり返し演奏しなければならなかった。スッペは序曲の権利をヨーゼフ・アイブル社 (de:Musikverlag Josef Aibl) に廉価で売却し、アイブルは50を越えるさまざまな編曲を出版した。

## あらすじ
オーバーバイエルンの風光明媚な村を舞台とする。テオフィル・フォン・ザルベルシュタインは金持ちの地主で、ヘルミーネ・フォン・マイエルンの後見人となっていた。ヘルミーネは多額の遺産を継承する権利があったが、遺産は後見人が管理しており、彼女が継承するには条件として3年間待つか、または後見人と結婚する必要があり、彼の許可なしに他の人と結婚したら継承の権利を失うことになっていた。ヘルミーネ本人は詩人のフェルディナント・レーメルを愛していたが、フェルディナントの側ではヘルミーネに捨てられたと思い込んで田舎に逃れ、そこで農夫の娘であるリースヒェンにあてて熱烈な詩を書いて献呈した。しかしリースヒェンは農夫のコンラート・マウアーを愛していた。この混乱した関係は、ザルベルシュタインの遠縁にあたるバーバラによって解決され、すべての男女が望んだ関係を結んで終わる。

## 編成
フルート2（2番はピッコロ持ちかえ）、オーボエ2、クラリネット2、ファゴット2、ホルン4、トランペット2、トロンボーン3、オフィクレイド、ティンパニ、バスドラム、シンバル、ハープ、弦5部。

## 序曲の構成
アンダンテ・マエストーソ、ニ長調4⁄4拍子。金管によるおだやかなコラールではじまる。やがてハープの伴奏に乗ってチェロの独奏があらわれる。
1. アレグロ・ストレピトーソ。ト短調に変わり、嵐のような激しい音楽が出現する。
2. アレグロ、2⁄4拍子。ト短調ではじまるが、途中から変ロ長調に転調する。
3. アレグレット、3⁄8拍子。ゆったりしたワルツ調の舞曲に変わる。
4. 2⁄4拍子の明るい調子に戻るが、曲は急に静まる。
5. アレグレット、3⁄8拍子の舞曲がもう一度あらわれる。
6. ふたたび2⁄4拍子に戻り、華やかに終わる。

演奏時間は約9分30秒。

## 使用
序曲のはじめの方に出てくるチェロ独奏の旋律は日本で『線路はつづくよどこまでも』として知られるアメリカ民謡（1894年初出版）に非常によく似ており、影響関係にある可能性がある。
この序曲は20世紀なかばまで非常に有名だった。このため、パウル・ヒンデミットが1923年に弦楽四重奏のための『ミニマックス（軍楽隊のためのレパートリー）』 (de:Minimax – Repertorium für Militärmusik) を書いたとき、その第2楽章を『詩人と農夫 (Dichter und Bauer)』序曲をもじった「防水と鳥かご序曲 (Ouvertüre zu Wasserdichter und Vogelbauer)」と題してパロディ化したのが聴衆に受けることは確実だった。ヒンデミットは1938年のエイプリル・フールの冗談として、ふたたびこの曲をニューヨークの音楽出版社の友人に送りつけた。
1933年のカール・ヴァレンティンの短編映画『オーケストラ・リハーサル』のクライマックスで序曲が使われている。
1935年のフライシャーのポパイ映画『The Spinach Overture』で使われている。
1936年、グスタフ・クヴェーデンフェルト、俳優のオイゲン・レックス、作曲家フランツ・ヴィッケンハウザー（Franz Wertherの仮名を使用）によって新たなリブレットが作られたが、カール・エルマーの原作から完全にかけ離れたものになっていた。
1946年のウォルター・ランツによるアンディ・パンダの映画『The Poet & Peasant』では、アンディ・パンダの指揮でオーケストラが『詩人と農夫』序曲を演奏する。
1973年にフレディ・ブレック (Freddy Breck) は『詩人と農夫』序曲を原曲とするヒット曲『赤いバラ (Rote Rosen)』を歌った。この曲はドイツのシングル・チャートで2位につけ、レコード売り上げのゴールドディスクを獲得した。